# Antena 1 Vitória
Antena 1 Vitória é uma emissora de rádio brasileira sediada em Vila Velha, cidade do estado do Espírito Santo, cobrindo a Região Metropolitana de Vitória. Opera no dial FM, na frequência 106.9 MHz, e é afiliada à Antena 1. Seus estúdios estão localizados no Itaparica Top Business, na Praia de Itaparica, e sua antena de transmissão está no alto do Morro da Fonte Grande, em Vitória.

## História
A emissora foi fundada como Vila FM, por iniciativa da Fundação Pedro Três, e era voltada ao público jovem. Embora sua outorga seja desde o início para radiodifusão educativa, os proprietários da frequência sempre a utilizaram com propósitos comerciais, a despeito das normas estipuladas pela ANATEL.
Após anos operando de maneira independente, a emissora afiliou-se com a Mix FM às 15h do dia 13 de agosto de 2007, tornando-se Mix FM Vitória. Na época, a capital capixaba era a única da região Sudeste que ainda não possuía uma afiliada da rede. A parceria durou 10 anos, e à meia-noite do dia 1.º de agosto de 2017, a emissora afiliou-se com a rede Antena 1, tornando-se Antena 1 Vitória. Sua afiliação marcou a terceira "encarnação" da rede em Vitória, que também já havia sido transmitida em 90,1 MHz entre 1989 e 2000 pela atual Novabrasil Vitória, e em 92,5 MHz entre 2000 e 2016, onde opera atualmente a CBN Vitória.
No fim da década de 2010, a emissora moveu seus estúdios do bairro da Glória, para o edifício Itaparica Top Business, localizado na Rodovia do Sol, na Praia de Itaparica.